# Elecciones presidenciales de Costa Rica de 1902
Las elecciones presidenciales de Costa Rica de 1902 se convocaron a raíz de la creciente presión ejercida por la oposición al gobierno autoritario del presidente Rafael Iglesias Castro, quien había sido reelecto como candidato único en las elecciones anteriores. 
Ante la imposibilidad de buscar nuevamente la reelección, Iglesias, líder del Partido Civil, inició negociaciones con líderes de la oposición, aunque también presentó un proyecto al Congreso para convocar una Asamblea Nacional Constituyente en caso de que estos no se unieran a su propuesta. 

## La Transacción
El 10 de agosto de 1901, Iglesias envió una carta al excanciller Cleto González Víquez, uno de los líderes de la oposición, proponiéndole retirar el proyecto constituyente, emitir el decreto oficial de convocatoria a elecciones y convocar a cinco delegados de ambos partidos para seleccionar un candidato de consenso. En caso de no llegar a un consenso sobre una candidatura, se presentaría un nombre para la consideración de los presentes en la reunión y, si no se llegaba a ningún acuerdo, se desistiría de todos los compromisos adquiridos. El mensaje también fue enviado a los líderes del Partido Republicano Ricardo y Manuel de Jesús Jiménez Oreamuno y Tobías Zúñiga Castro, quienes aceptaron los puntos de la carta. Dicho acuerdo fue conocido como La Transacción.
El 14 de septiembre, se celebró en Casa Presidencial la reunión acordada con representación republicana (José Durán, Salvador Lara, Nicolás Oreamuno, Tranquilino Sáenz y Ramón Cabezas) y civilista (Joaquín Aguilar, Moisés Castro, Pedro Zumbado, Procopio Arana y Rodolfo Alvarado). El Partido Republicano propuso al excanciller Cleto González Víquez como candidato, pero fue rechazado, mientras que el Partido Civil propuso a Octavio Béeche Argüello, quien tampoco fue aceptado.
Ante esta situación, fue responsabilidad del presidente Iglesias proponer un candidato, y eligió a Ascensión Esquivel Ibarra, quien había pertenecido al grupo intelectual "El Olimpo" y había sido su rival político en las elecciones de 1889. Aunque esta elección sorprendió a los republicanos, no resultó inesperada para los civilistas, ya que Esquivel había ocupado cargos durante la administración de Iglesias.
Tras la aprobación de la candidatura de Esquivel por parte de la militancia republicana y civilista, se decidió fundar el Partido Unión Nacional con integrantes de ambos. 
Sin embargo, parte de la militancia republicana descontenta con La Transacción decidió postular al exsecretario de gobernación, Máximo Fernández Alvarado, como su candidato presidencial.

## Campaña
Uno de los temas discutidos durante la campaña fue el de la nacionalidad nicaragüense del candidato nacionalista, Ascensión Esquivel. Para sus rivales, ello constituía un impedimento legal para fuese Presidente de la República, pues el artículo 96 de la Constitución Política vigente establecía como requisito para serlo el "Ser costarricense de nacimiento". No obstante, Esquivel ya había ejercido la Presidencia en calidad de Segundo Designado durante el gobierno de los cien días entre mayo y agosto de 1889, durante la ausencia de Bernardo Soto.
Los republicanos que apoyaban la candidatura de Máximo Fernández, conocidos como Fernandistas o Neo-republicanos, criticaron fuertemente que el presidente Iglesias se hubiera otorgado a sí mismo la facultad de escoger un candidato presidencial y que, además, este fuera aceptado y legitimado por la mayoría de la oposición. 
Tras las elecciones de primer y segundo grado, resultó victorioso el candidato Ascensión Esquivel, desempeñándose como Presidente de la República durante el período constitucional 1902-1906.

## Resultados
Electores de primer grado
| San José   | 204 | 30  | -  |
| Alajuela   | 132 | 63  | -  |
| Cartago    | 90  | 12  | 15 |
| Heredia    | 60  | 29  | -  |
| Guanacaste | 3   | -   | 72 |
| Puntarenas | 33  | -   | -  |
| Limón      | 27  | -   | -  |
| Total      | 549 | 134 | 87 |
| Fuente:    |     |     |    |

¹ Iglesias no participó, algunos de sus electores votaron por él en lugar de por Esquivel.
| \| Voto popular \| Voto popular \| Voto popular \| Voto popular \| Voto popular \| \| ------------ \| ------------ \| ------------ \| ------------ \| ------------ \| \| \| \| \| \| \| \| Esquivel \| Esquivel \| \| 71.3 % \| 71.3 % \| \| Fernández \| Fernández \| \| 17.4 % \| 17.4 % \| \| Iglesias \| Iglesias \| \| 11.3 % \| 11.3 % \| |           |  |        |        |
| Voto popular |           |  |        |        |
| |           |  |        |        |
| Esquivel | Esquivel  |  | 71.3 % | 71.3 % |
| Fernández | Fernández |  | 17.4 % | 17.4 % |
| Iglesias | Iglesias  |  | 11.3 % | 11.3 % |

Electores de segundo grado
| San José   | 199 | 42  |
| Alajuela   | 120 | 70  |
| Cartago    | 96  | 12  |
| Heredia    | 59  | 40  |
| Guanacaste | 69  | -   |
| Puntarenas | 36  | -   |
| Limón      | 27  | -   |
| Total      | 606 | 164 |
| Fuente:    |     |     |

| \| Voto electoral \| Voto electoral \| Voto electoral \| Voto electoral \| Voto electoral \| \| -------------- \| -------------- \| -------------- \| -------------- \| -------------- \| \| \| \| \| \| \| \| Esquivel \| Esquivel \| \| 78.71 % \| 78.71 % \| \| Fernández \| Fernández \| \| 21.15 % \| 21.15 % \| |           |  |         |         |
| Voto electoral |           |  |         |         |
| |           |  |         |         |
| Esquivel | Esquivel  |  | 78.71 % | 78.71 % |
| Fernández | Fernández |  | 21.15 % | 21.15 % |